# L'invenzione di noi due
L'invenzione di noi due è un film del 2024 diretto da Corrado Ceron, ispirato all'omonimo romanzo di Matteo Bussola.

## Trama
La storia d'amore di Milo e Nadia in crisi dopo quindici anni di matrimonio.

## Produzione
Il film, diretto da Corrado Ceron e scritto da Federico Fava e Valentina Zanella, è tratto dall'omonimo romanzo di Matteo Bussola pubblicato nel 2019. Il film è stato girato a Verona, con riprese effettuate presso Castelvecchio, tra giugno e luglio 2023.

## Distribuzione
Il film è stato presentato in anteprima al Taormina Film Fest 2024. Il film è stato distribuito nelle sale cinematografiche italiane a partire dal 18 luglio 2024.

## Accoglienza
Il film ha ricevuto recensioni perlopiù favorevoli dalla critica cinematografica, che non apprezza particolarmente la sceneggiatura e regia, apprezzando invece la capacità attoriale di D'Amico e Guanciale.
Carola Proto di Comingsoon.it lo definisce «un film completamente privo di retorica» con «un'eccessiva letterarietà nei dialoghi», affermando che se dietro la banalità di queste parole non ci fossero Lino Guanciale e Silvia D'Amico, [...] il film non colpirebbe così al cuore noi spettatori».
In una recensione meno entusiasta Lorenzo Ciofani del Cinematografo scrive che sebbene L'invenzione di noi due «del film romantico ha tutti i crismi», esso presenti «una certa timidezza espressiva» che «finisce per depotenziare il gioco del destino e della fantasia» e non apprezzando l'uso cinematografico della snorricam attaccata al corpo dell’interprete. Tuttavia Ciofani apprezza l'interpretazione di D'Amico e Guanciale, affermando che siano «due interpreti non conformisti e mai monocordi e che qui coprono bene un arco temporale così lungo che impone sfumature e variazioni».
Eugenio Grenna su Sentieri Selvaggi definisce il film di Ceron invece come "imperfetto ma con momenti riusciti", valutandolo 3 stelle su 5.

## Riconoscimenti
- 2024[14] - Ciak d'oro
  - Candidatura migliore film commedia
  - Candidatura migliore attore protagonista a Lino Guanciale